# LIF Lindesberg
LIF Lindesberg (Lindeskolans Idrottsförening) ist ein schwedischer Handballverein aus Lindesberg.
Der Verein wurde 1966 unter dem Namen Lindeskolans IF gegründet. Er umfasst 37 Mannschaften und zählt 800 Mitglieder. Die Heimspiele werden in der Stadsskogsskolans Idrottshall ausgetragen, die der ersten Herren-Mannschaft, die unter dem Namen LIF Lindesberg zwischen 2005 und 2011 in der Elitserien i handboll för herrar spielte, in der 2100 Zuschauer fassenden Örebro idrottshall in Örebro. 2022 stieg die Mannschaft aus der Allsvenskan in die 3. Liga ab. Die erste Frauen-Mannschaft spielt in der Damer Division 3.